# سنجاق قفلی

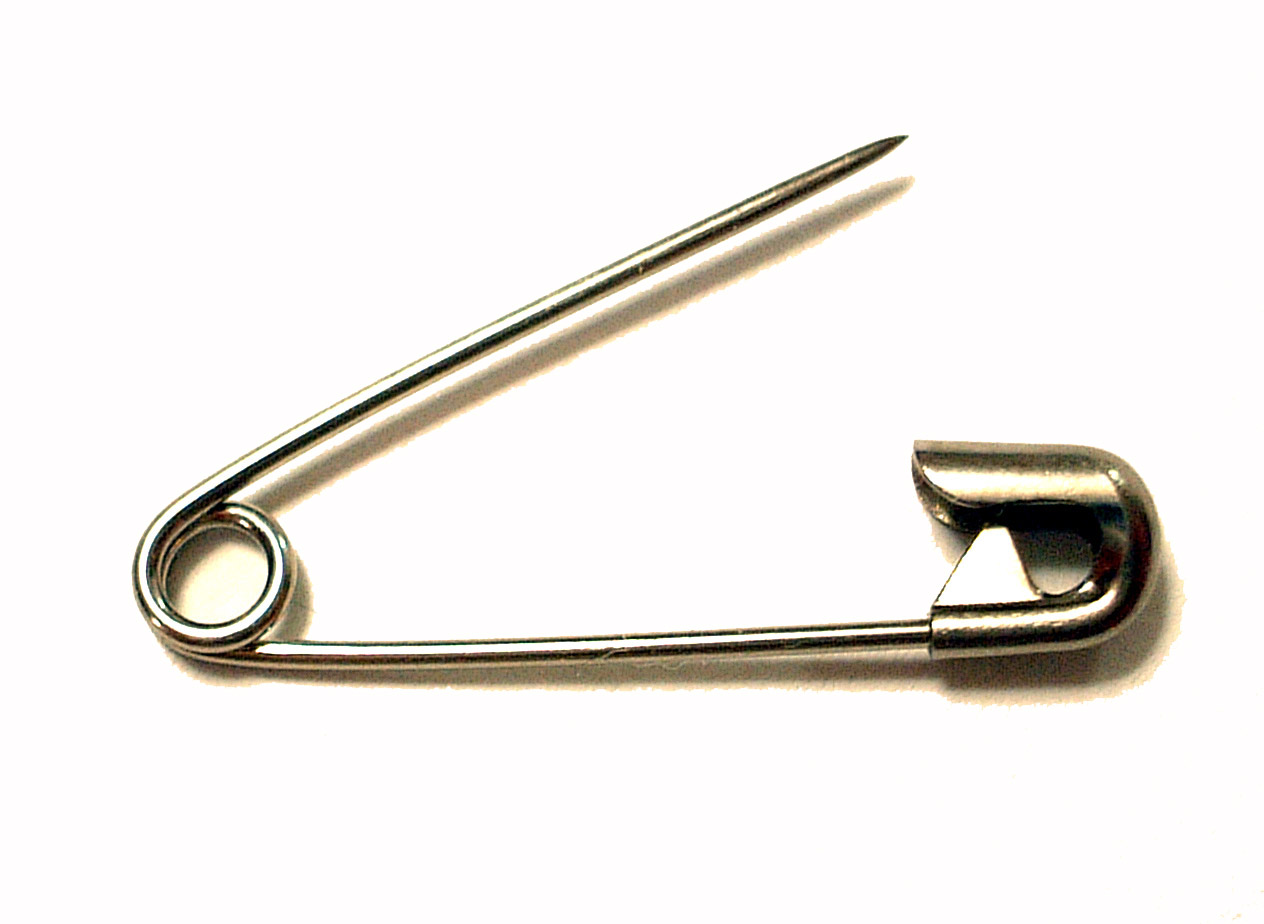
سنجاق قفلی

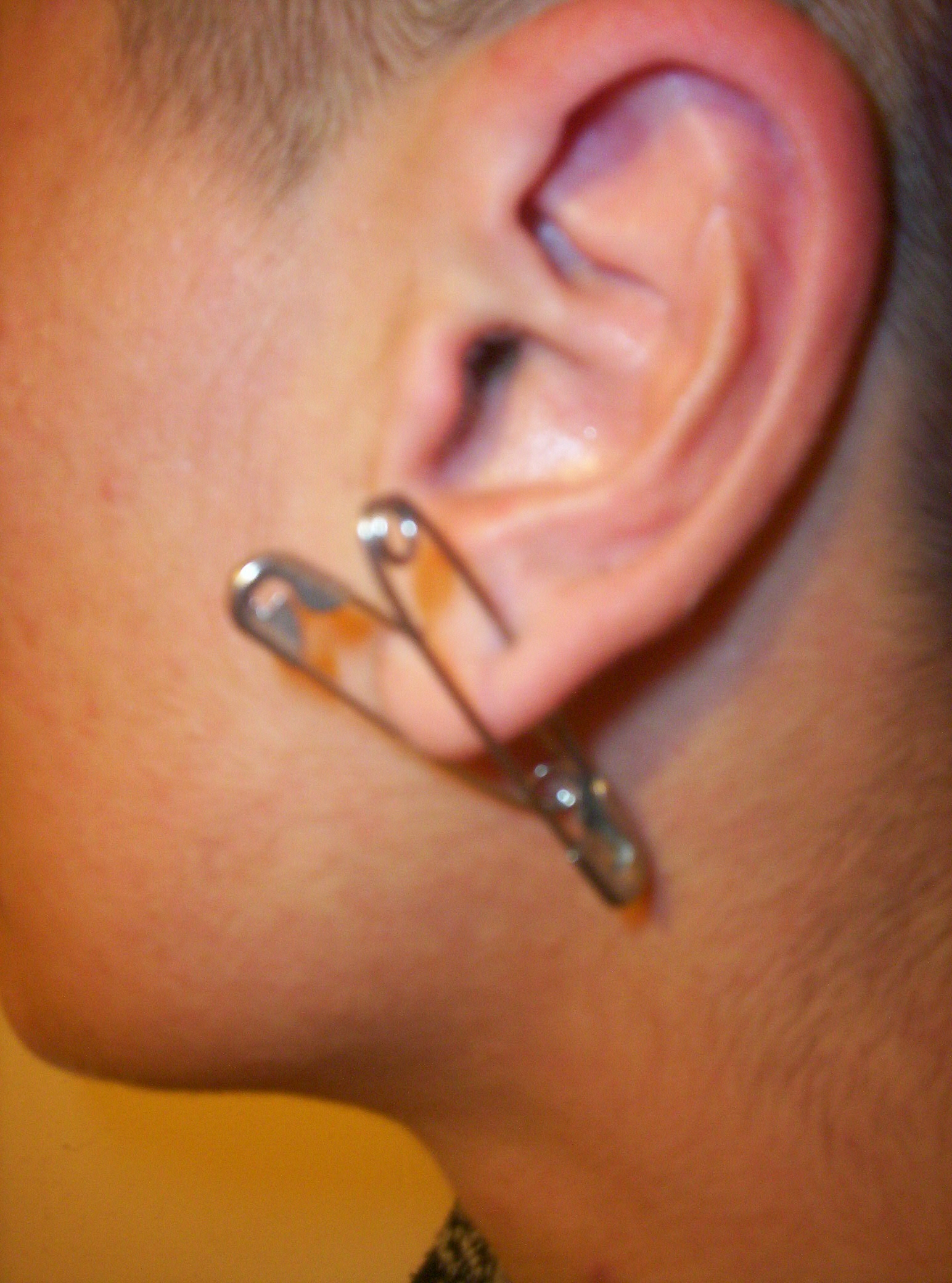
سنجاق قفلی در گوش یک پانک.

سنجاق قفلی نوعی از سنجاق است که امکان بیرون کشیدن آن بدون باز کردن آن وجود ندارد. انواع ابتدایی آن از قطعه‌ای مفتول ساخته شده بودند که از وسط خم شده بود. یک سر آن به شکل حلقه درآمده و سر دیگر تیز شده بود. این نوع سنجاق مورد کاربرد رومیان باستان بوده و به آن فیبولا می‌گفته‌اند. امروزه از سنجاق قفلی در سنجاق کردن پارچه و کاغذ و مانند آنها استفاده می‌شود. سنجاق قفلی امروزی دارای گیره و فنر است. طوری که نوک سوزن را می‌توان داخل گیره قرار داد و قفل کرد. اختراع نوعی از سنجاق قفلی امروزی از جمله به فردی به نام
والتر هانت نسبت داده شده، اما این اختراع بیشتر از یک مدعی دارد.